# Library.nu
Library.nu, ursprünglich gigapedia.com, war eine Website, welche Bücher digital zum Download anbot.
Die Website bot etwa 400.000 vorwiegend dem Bildungsbereich zuzuordnende Bücher an. Die Plattform soll nach Schätzungen des Börsenvereins des Deutschen Buchhandels einen Umsatz von 8 Millionen Euro gehabt haben. Der Betreiber von ifile.it bezeichnete die Schätzungen als lächerlich, die Einnahmen würden kaum die Serverkosten decken.

## Anklage wegen Urheberrechtsverletzung
Mit der Website der Plattform soll, laut Anklage, der Filehoster ifile.it verbunden sein. Library.nu stellte im Februar 2012 nach einstweiligen Verfügungen des Landgerichts München I ihren Betrieb ein. Die Verfügung war durch Anstrengungen von insgesamt 17 Verlagen ergangen. Dies waren: Walter de Gruyter GmbH & Co. KG, Informa UK Limited, The McGraw-Hill Companies Inc., John Wiley & Sons Inc., Verlag C. H. Beck, Elsevier, Springer Verlag GmbH, Oxford University Press, Cambridge University Press, Cengage Learning Inc., Pearson Education Inc. und Limited, HarperCollins Publishers, Hogrefe Verlag, The Chancellor, Masters and Scholars of the University of Oxford, Macmillan Publishers Ltd. und der Georg Thieme Verlag.